# VI arrondissement di Marsiglia
Il VI arrondissement di Marsiglia è uno dei sedici arrondissement in cui è suddivisa la città francese. È diviso in sei quartieri ufficiali: Castellane, Lodi, Notre-Dame-du-Mont, Palais-de-Justice, Préfecture e Vauban. Confina a nord con il I arrondissement, ad est con il V arrondissement, a sud-est con il X arrondissement, a sud con l'VIII arrondissement e ad ovest con il VII arrondissement.

## Luoghi d'interesse
- Notre-Dame-de-la-Garde
- Museo Cantini